# I-Yang Lee
I-Yang Lee (*  21. Dezember 1946 in Nanking) ist ein US-amerikanischer Kernphysiker.
Lee studierte Physik an der National Taiwan University mit dem Bachelor-Abschluss 1968 und wurde 1974 an der University of Pittsburgh promoviert. Als Post-Doktorand forschte er am Lawrence Berkeley National Laboratory an Kernen mit hohem Drehimpuls und ab 1977 war er am Oak Ridge National Laboratory. Dort befasste er sich mit Forschungen zur Kernstruktur, relativistischer Schwerionenstreuung, Detektor- und Beschleunigerentwicklung. Ab 1992 war er wieder am Lawrence Berkeley Lab und war an der Entwicklung eines fortgeschrittenen Gammastrahlendetektors für die Kernphysik, der Gammasphere, beteiligt und  entwickelte hochauflösende Germanium-Detektoren für Gammastrahlen (Gamma-ray Energy Tracking Detector), was zum Bau von GRETINA (Gamma-ray Energy Tracking Array, 2011) führte.
Er ist Fellow der American Physical Society. 2016 erhielt er den Tom-W.-Bonner-Preis für Kernphysik.
Er ist US-amerikanischer Staatsbürger.